# Georgiana Spencer
Georgiana Spencer, later gekend als Georgiana Cavendish, hertogin van Devonshire (Althorp, 7 juni 1757 – Groot-Londen, 30 maart 1806), was de eerste echtgenote van William Cavendish, 5e hertog van Devonshire en moeder van William George Spencer Cavendish, 6e hertog van Devonshire. Zij was een dochter van John Spencer, 1e graaf Spencer, zelf een achterkleinzoon van John Churchill, 1e hertog van Marlborough en Sarah Jennings. Haar nicht was Caroline Lamb.
Georgiana trouwde met William Cavendish op 6 juni 1774, één dag voor haar zeventiende verjaardag. Ze had een groot aantal miskramen gehad voordat ze twee dochters en een zoon baarde: 
- Georgiana (1783–1858), genaamd Little-G, gehuwd met George Howard, 6e graaf van Carlisle (1773–1848)
- Harriet (1785–1862), genaamd Hary-O, gehuwd met Granville Leveson-Gower, 1e graaf Granville (1773–1846)
- William George Spencer Cavendish, 6e hertog van Devonshire (1790–1858), genaamd Hart, markies van Hartington en later 6e hertog van Devonshire.

Georgiana had een affaire met Charles Grey, 2e graaf Grey (1764–1845) waaruit één dochter is geboren:
- Eliza Courtney (1792–1859), gehuwd met luitenant-kolonel Robert Ellice (1784–1856).

De film The Duchess gaat over het leven van Georgiana Cavendish.